# Ruggero II di Pallars Sobirà
Ruggero II di Pallars Sobirà (in spagnolo Rogelio, in catalano Roger, in francese Roger; primo decennio del secolo XIII – 1256 circa) Visconte di Couserans, e Conte di Pallars Sobirà dal 1240 alla sua morte.

## Origine
Ruggero, secondo Pierre de Guibours, detto Père Anselme de Sainte-Marie o più brevemente Père Anselme, era il figlio del Visconte di Carcassonne e di Couserans, poi Conte di Pallars Sobirà, Ruggero I e di Cecilia di Forqualquier.

Ruggero I di Pallars Sobirà, ancora secondo Père Anselme, era il figlio primogenito del visconte di Conserans, Ruggero I, e, secondo le Europäische Stammtafeln, vol III.3 cap. 404b (non consultate) di Sibilla di Foix, figlia del conte di Foix, Ruggero Bernardo I e di Cecilia Trencavel, figlia di Raimondo I Trencavel, visconte di Carcassonne, d'Albi e di Béziers, e della sua prima moglie, Adelaide.

## Biografia
Dopo essere rimasto vedovo, verso il 1215, suo padre, Ruggero sposò, in seconde nozze, la contessa di Pallars Sobirà, Guglielma I, come ci conferma il documento nº 203 del El Monestir de Santa Maria de Gerri (segles XI-XV) Collecció Diplomática, II (non consultato), datato 1221, inerente ad una donazione di Guglielma (domina Gylelma…comitissa Pallarensis) assieme a Ruggero di Couserans (domini Rogerii Palarensis comitis).

Anche Guglielma era al suo secondo matrimonio, come ci viene confermato da due documenti del El Monestir de Santa Maria de Gerri (segles XI-XV) Collecció Diplomática, II (non consultati):

nº 192, datato 1204, assieme alla figlia, anche lei di nome Guglielma e al primo marito, Guglielmo di Eril (domine Guilelme comitisse Paliarensis et filie sue Guilelme et Guilelmi d´Eril mariti sui)

 nº 196, datato 1205, ancora assieme alla figlia, Guglielma e al primo marito, Guglielmo di Eril (Guilelma…Palearensis comitissa et…Guilelma filia eius et…Guilelmus de Eri).
Dato che non aveva dato figli a suo padre, Ruggero, nel 1229 Guglielma decise di vendere la contea allo stesso, Ruggero di Couserans, per 15 000 marabotinos d'oro; la vendita della contea (comitatum Paliarensem) da parte di Guglielma (Guillelma comitissa Paliarensis) a Ruggero, conte di Pallars Sobirà (Rogerio Convenarum, comiti Paliarensi) viene confermata nel documento nº 212 del El Monestir de Santa Maria de Gerri (segles XI-XV) Collecció Diplomática, II (non consultato), datato 6 marzo 1229. Ruggero divenne il Conte di Pallars Sobirà, Ruggero I di Pallars Sobirà.

La vendita fu ratificata nel 1231, anno in cui Guglielma compare, per l'ultima volta citata in un documento e si ritirò nel monastero di Vallbona de les Monges, dove morì verso il 1250.
Suo padre, Ruggero I, continuò a occuparsi dei suoi domini occitani (secondo la Petri Monachi Cœnobii Vallium Cernaii Historia Albigensium, LIII, Patrologia Latina, Vol. 213 (non consultato), durante la Crociata albigese, Ruggero inizialmente fu un sostenitore di Simone IV di Montfort), delegando Ruggero, figlio di primo letto, a occuparsi della Contea di Pallars Sobirà, in cui gli succedette, nel 1240 circa.
Ruggero II lo troviamo citato, col titolo di conte di Pallars (Rogerius, filius domini Rogerii, Paleriensis comitis), nel documento n° X dei Documents des archives de la Chambre des Comptes de Navarre: 1196-1384 che conferma che rese omaggio al conte di Champagne e re di Navarra Teobaldo I (Theobaldo Dei gratia regi Navarre Campanie et Brie).
Ruggero II, difese i suoi interessi anche nella viscontea de la Berga.
Ruggero II, inizialmente, aveva stabilito che per la successione, contrariamente alle disposizioni paterne avrebbero potuto succedergli anche i figli illegittimi e le figlie femmine.

Nel 1256, Ruggero II cambiò le sue disposizioni e decise di lasciare i suoi domini al figlio legittimo Arnaldo Ruggero e non al primogenito, Ruggero di Couserans, che era illegittimo, ma che si ribellò, divenendo visconte di Coserans.
Avendo perso il controllo dei suoi domini transpirenaici, Ruggero II e poi il suo successore, Arnaldo Ruggero, si dedicarono ai possedimenti catalani e a migliorare i rapporti con le casate nobili catalane.
Ancora secondo Père Anselme, Ruggero II morì nel 1256, o poco dopo, e gli succedette il figlio, Arnaldo Ruggero (Arnaldo Ruggero I).

## Matrimoni e discendenza
Ruggero da una discendente della famiglia Forcalquier, aveva avuto un figlio illegittimo:
- Ruggero di Couserans († 1260 circa), visconte di Coserans.

Ruggero II, verso il 1234, aveva sposato Sibilla de la Berga, discendente dei visconti di Berga.
Ruggero da Sibilla ebbe due figli:
- Arnaldo Ruggero[1] († 1288 circa), Conte di Pallars Jussà, come ci conferma il documento nº 258 del El Monestir de Santa Maria de Gerri (segles XI-XV) Collecció Diplomática, II (non consultato)[16];
- Raimondo Ruggero[1] († 1295 circa), Conte di Pallars Jussà, come ci conferma il documento nº 259 del El Monestir de Santa Maria de Gerri (segles XI-XV) Collecció Diplomática, II (non consultato)[16].

### Fonti primarie
- (LA)  Histoire Générale de Languedoc, Tome IV, Notess.
- (LA)  Documents des archives de la Chambre des Comptes de Navarre: 1196-1384.

### Letteratura storiografica
- (FR)  Histoire généalogique et chronologique de la maison royale de France, Tome 2.